# Jonah Heim
Jonah Nathan Heim (Búfalo, Nueva York, 27 de junio de 1995), más conocido como Jonah Heim, es un jugador profesional estadounidense de béisbol que se desempeña en la posición de cácher en Texas Rangers, equipo de las Grandes Ligas de Béisbol (MLB). Logró obtener un Guante de Oro.

## Carrera
Heim jugó como profesional una temporada en Oakland Athletics (2020), después pasó a Texas Rangers, donde lleva jugando cuatro temporadas.

## Premios
Fue galardonado con el Guante de Oro en una oportunidad (2023).